# A Swinging Introduction to Jimmy Knepper
A Swinging Introduction to Jimmy Knepper è da considerare il primo vero album (come leader) di Jimmy Knepper, pubblicato dalla Bethlehem Records nel 1957.
L'album fu ripubblicato nel 1976 con il titolo di Idol of the Flies (Bethlehem Records, BCP 6031).

## Tracce
Lato A
1. Love Letters – 5:05 (Victor Young, Edward Heyman)
2. Ogling Ogre – 3:42 (Jimmy Knepper)
3. You Stepped Out of a Dream – 4:41 (Nacio Herb Brown, Gus Kahn)
4. How High the Moon – 3:58 (Nancy Hamilton, W. Morgan Lewis)
5. Gee Baby Ain't I Good to You – 4:38 (Don Redman, Andy Razaf)

Durata totale: 22:04
Lato B
1. Idol of the Flies – 5:46 (Jimmy Knepper)
2. Close as Pages in a Book – 4:22 (Sigmund Romberg, Dorothy Fields)
3. Avid Admirer – 4:59 (Jimmy Knepper)
4. Irresistible You – 4:05 (Don Raye, Gene De Paul)

Durata totale: 19:12

## Musicisti
- Jimmy Knepper - trombone
- Bill Evans - pianoforte (brani: A1, A2, A3, A4, B1 e B3)
- Bob Hammer - pianoforte (brani: A5, B2 e B4)
- Gene Roland - tromba (brani: A5, B2 e B4)
- Gene Roland - voce (brano: Gee Baby, Ain't I Good to You)
- Gene Quill - sassofono alto (brani: A1, A2, A3, A4, B1 e B3)
- Teddy Kotick - contrabbasso
- Dannie Richmond - batteria